# Арслан-хан
Арслан-хан Мухаммад — правитель западного Караханидского государства из династии Караханидов (1102—1130). 

## Биография
В 1102 году сельджукид Санджар овладел Мавераннахром и помог прийти к власти Арслан-хану Мухаммаду, чей отец, Сулайман б. Давуд, был женат на дочери сельджукида Малик-шаха.
Мухаммад царствовал более четверти века. По словам Раванди и ал-Хусайни, он постоянно вел борьбу с неверными и завоевал в стране кочевников земли, отстоящие от его столицы на 2 месяца пути. По предположению В.В. Бартольда, военные экспедиции Мухаммада совершались, «вероятно, против кипчаков», но направление по крайней мере некоторых из них было несомненно иным. Похоже, ему удалось присоединить к Западному каганату если не все, то по крайней мере многие владения восточных Караханидов.

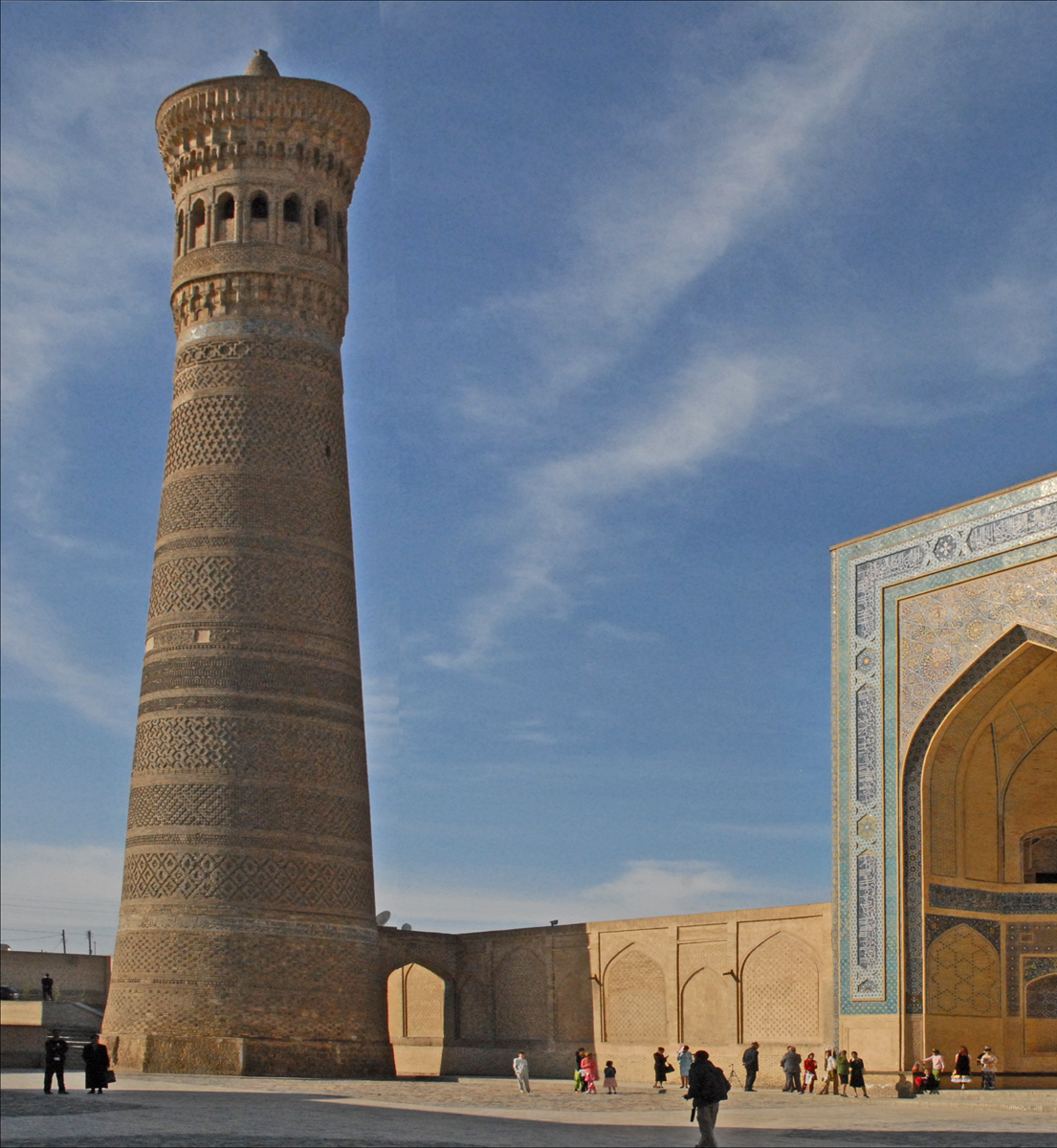
Минарет Калан, построенный на средства Караханида Арслан-хана.

Вероятно, некоторые успехи Арслан-хана были временными, но во всяком случае Ферганой он овладел прочно. 
Был известен своей градостроительной деятельностью: его правлением датируется постройка Большого бухарского минарета и попытки восстановить Пайкенд. Арслан-хан Мухаммед выстроил в Искиджкете рабат, а в Шарге — соборную мечеть. По его приказу соорудили городскую стену Бухары в два ряда.
Арслан-хан Мухаммед велел построить новую соборную мечеть Бухары, которое было выстроено с большим великолепием и окончено в 1121 году.
Арслан-хан велел построить дворец в бухарском арке, а через несколько лет он выстроил новый дворец в квартале Дерваздже (в северо-западной части города), в улице Бу-Лейса, где были построены две бани. Впоследствии Арслан-хан обратил этот дворец в медресе, а для себя выстроил новый около ворот Са'дабад (Бену Саъд), т. е. около юго-западной стороны Бухары.
К концу жизни Арслан-хан назначил преемником своего сына, но того убили в результате заговора. В попытке справиться со смутой Арслан-хан обратился за помощью к Ахмаду Санджару, но тот, вместо того, чтобы помочь, сам завоевал Мавераннахр. Арслан-хан был вынесен на носилках из осажденного Самарканда и вскоре умер.